# Всемирный кочевник
Всемирный или глобальный кочевник, он же неокочевник (англ. Global nomad) — человек, живущий без привязки к конкретной стране, часто перемещаясь, не имеющий постоянного дома и работы. Неологизм, до 2000 года редко встречавшийся. 
Обычно зарабатывает себе на жизнь профессиями, не требующими нахождения в конкретном месте: IT, писательство, журналистика, ремесленные поделки, преподавание и другими.
Исторически термин «кочевник» относилось к группе странствующих людей, занятых обычно животноводством. В отличие от них, всемирные кочевники чаще живут в одиночку или парами, а не с семьёй или стадами скота. Также, в отличие от традиционных кочевников, привязанных к сезонным пастбищам, их маршруты ничем не ограничены.
Такой образ жизни сделался возможным в наши дни благодаря появлению скоростных и относительно дешёвых средств транспорта и связи. Это сделало возможным взаимодействие между людьми в реальном времени независимо от физического расстояния между ними. Большинство всемирных кочевников родом из стран Запада, т.к. это даёт им ряд преимуществ перед людьми, выросшими в других регионах: значительные и легко перемещаемые финансовые средства (сбережения, деньги от продажи или сдачи в наём собственности, пенсии), а также гражданство, дающее возможность безвизового или упрощённого визового въезда на территории многих государств. Некоторые из современных кочевников обладают предпринимательскими способностями к созданию успешного малого бизнеса на новом месте.
Как правило, такие люди очень мобильны и проводят на одном месте от нескольких дней до нескольких месяцев. Однако этот термин иногда используют применительно к тем мигрантам, которые многократно переезжают из своей страны в другие и обратно, ища подходящее место для постоянного проживания и работы.
Симптоматично, что ареалами новых кочевников становятся регионы, включенные в глобальное коммуникативное пространство (мегаполисы, территории портово-транспортной инфраструктуры), а также с экстремальным климатом.